# Nagysáp
Nagysáp est un village et une commune du comitat de Komárom-Esztergom en Hongrie.